# Scoloposcelis pulchella
Scoloposcelis pulchella is een wants uit de familie van de bloemwantsen (Anthocoridae). De soort werd het eerst wetenschappelijk beschreven door Johan Wilhelm Zetterstedt in 1838.

## Uiterlijk
De kleine geelbruine bloemwants heeft, als volwassen dier, volledige vleugels en kan 3 tot 3.5 mm lang worden. De kop, het halsschild en het scutellum zijn donker roodbruin van kleur. De voorvleugels zijn geel en het gebiedje langs het scutellum is donkerbruin. Het uiteinde van het hoornachtige deel van de voorvleugels, de cuneus, is bruin. Het doorzichtige deel van de voorvleugels is kleurloos. Van de pootjes zijn de dijen donkerbruin en de schenen en tarsi licht gekleurd. De antennes zijn donker beige met een geelachtig tweede antennesegment.

## Leefwijze
De soort leeft voor het grootste deel van de tijd onder de schors van naaldbomen, waar ze in de gangen op de larven van schorskevers (Scolytidae) jagen. De volwassen wantsen worden nagenoeg het hele jaar door aangetroffen.

## Leefgebied
De soort staat in Nederland te boek als zeer zeldzaam. Dit kan ook te maken hebben met de verborgen leefwijze. De wantsen worden waargenomen van Noord- en Midden-Europa
en Azië tot in Japan en China.